# 18 Andromedae
Désignations
18 Andromedae (en abrégé 18 And) est une étoile de la constellation d'Andromède. 18 Andromedae est sa désignation de Flamsteed. Elle est visible à l'œil nu avec une magnitude apparente de 5,350. Le décalage de sa parallaxe annuelle de 7,9 mas peut être utilisée pour estimer une distance de ∼ 413 a.l. (∼ 127 pc). Elle s'éloigne de la Terre avec une vitesse radiale héliocentrique de +10 km/s.
18 Andromedae est une étoile bleu-blanc de la séquence principale avec un type spectral de B9 Ve, où la notation « e » indique qu'il s'agit d'une étoile Be. Le spectre stellaire de 18 Andromedae affiche une raie spectrale en émission dans l'hydrogène en raison d'une enveloppe circumstellaire gazeuse dense. Elle tourne rapidement avec une vitesse de rotation de 183 km/s et a environ 3 fois la masse du Soleil. Elle rayonne 147 fois la luminosité du Soleil et sa température effective est de 10 351 K.